# Gruczoły odbytowe

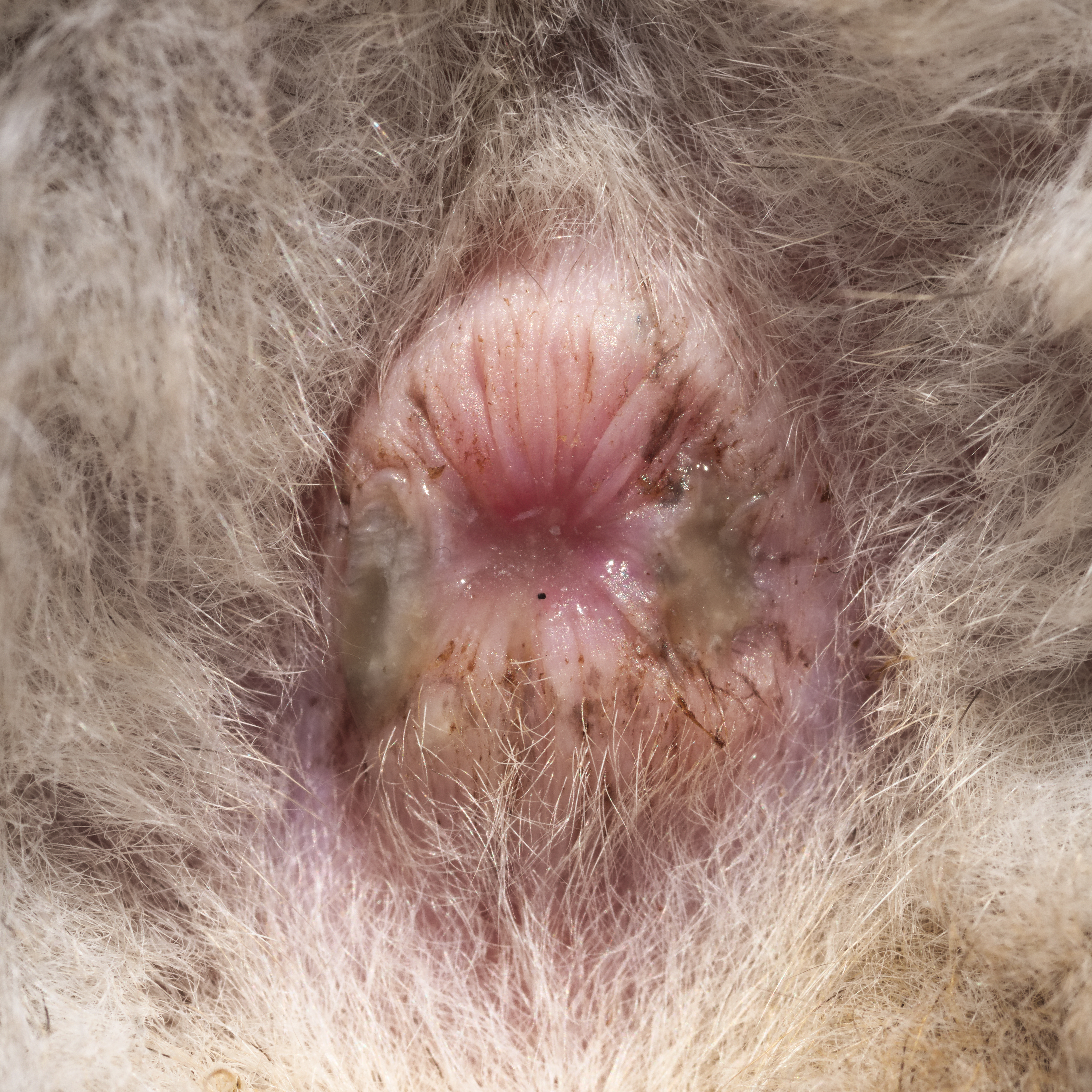
Gruczoły odbytowe u kota domowego

Gruczoły odbytowe (łac. glandulae anales), gruczoły okołoodbytowe (glandulae circumanales) lub gruczoły przyodbytowe – zmodyfikowane gruczoły apokrynowe skóry występujące u niektórych ssaków w pasie skórnym odbytu.
Występują u ssaków drapieżnych, świniowatych i jeleniowatych. U psa są przekształconymi gruczołami łojowymi, u kota potowymi i łojowymi.
Produktem wytwarzanym przez gruczoły odbytowe jest tłusta wydzielina o specyficznym zapachu.